# クイホップ県
クイホップ県（クイホップけん、ベトナム語：Huyện Quỳ Hợp / 縣葵合?）は、ベトナム社会主義共和国ゲアン省の県。面積は941.28 km²、人口は125,520人（2018年）である。

## 行政区画
1市鎮20社を管轄する。